# Boleslaw von Szankowski
Boleslaw von Szankowski (polnisch Bolesław Szańkowski, * 1873 in Warschau; † 1953 in Fischbachau) war ein polnischer Porträtmaler, der in München tätig war. 

## Leben und Werk
Szankowski studierte zunächst 1890 bis 1893 an der Kunstakademie in Krakau bei Jan Matejko, seit dem 30. Oktober 1894 an der Akademie der Bildenden Künste München bei Johann Caspar Herterich sowie in Paris bei Jean-Joseph Benjamin-Constant, Jean-Paul Laurens und Antonio de la Gandara. Ab 1906 arbeitete er in München. 
Seinen Ruf erwarb sich Szankowski als Bildnismaler. Seine Werke kamen bei der höfischen Gesellschaft und in den Kreisen der Großindustrie gleichermaßen an. In den Jahren von 1907 bis 1925 beteiligte er sich an den Jahresausstellungen des Münchner Glaspalastes. Seine Werke erschienen in der Jugend und im Simplicissimus.

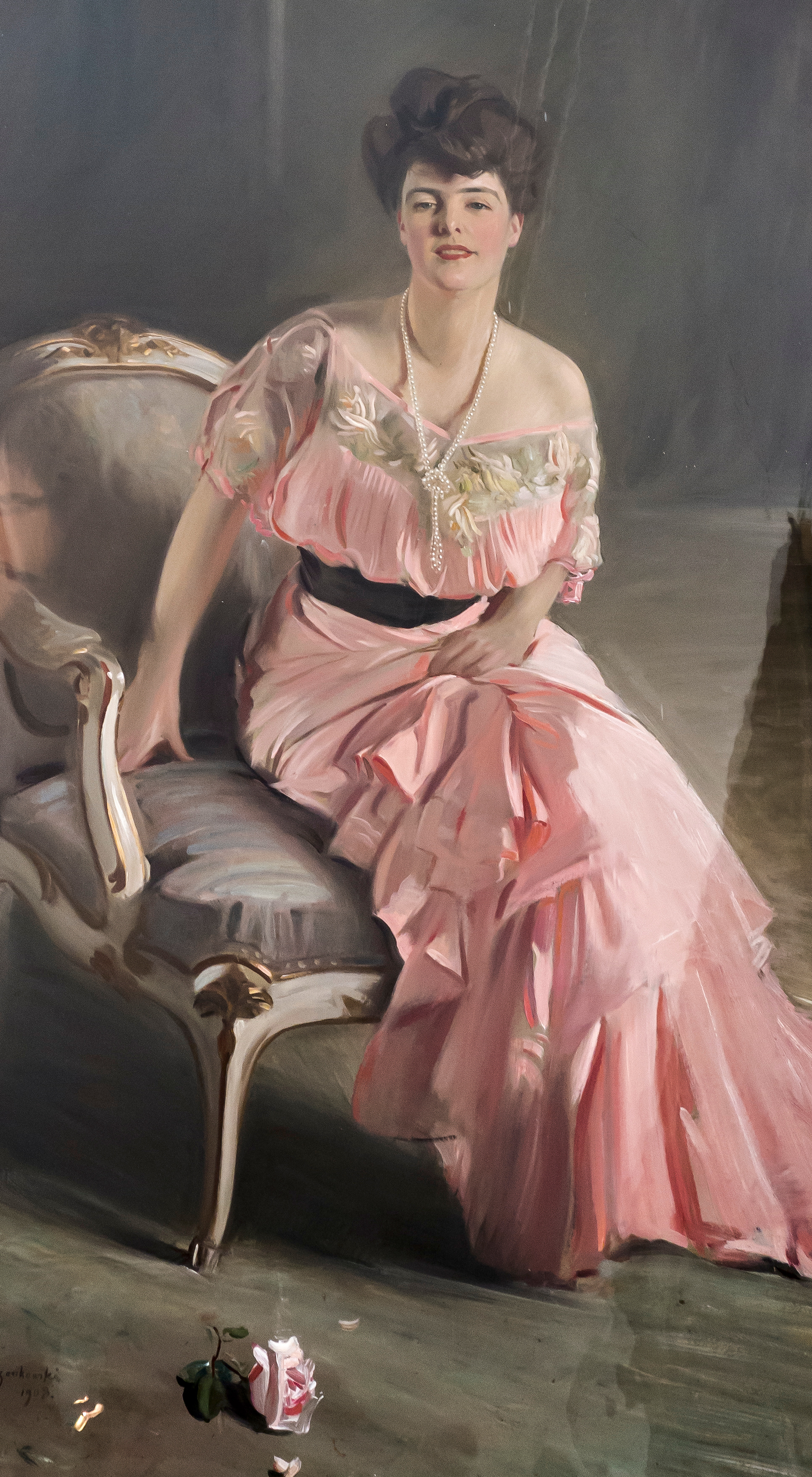
Bildnis Hélène Escher-von Stürler (1908) Stiftung Schloss Jegenstorf
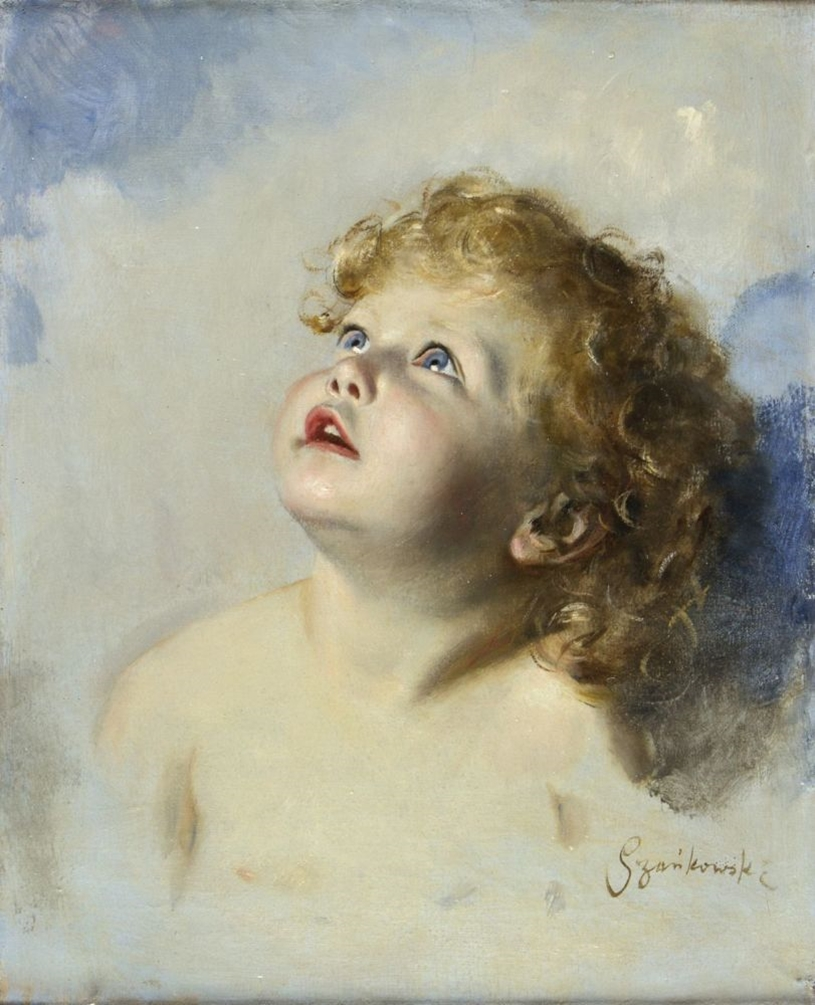
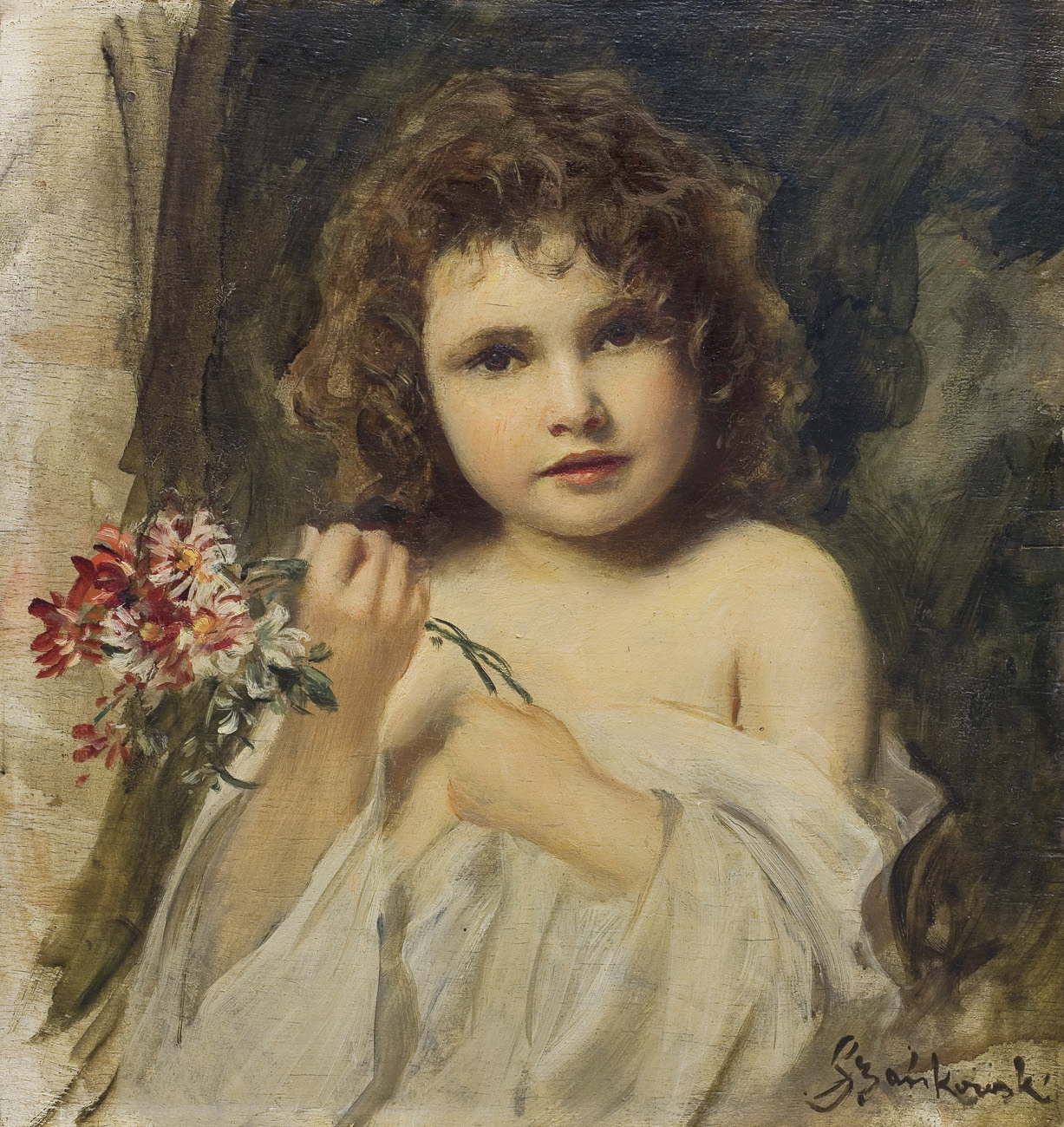
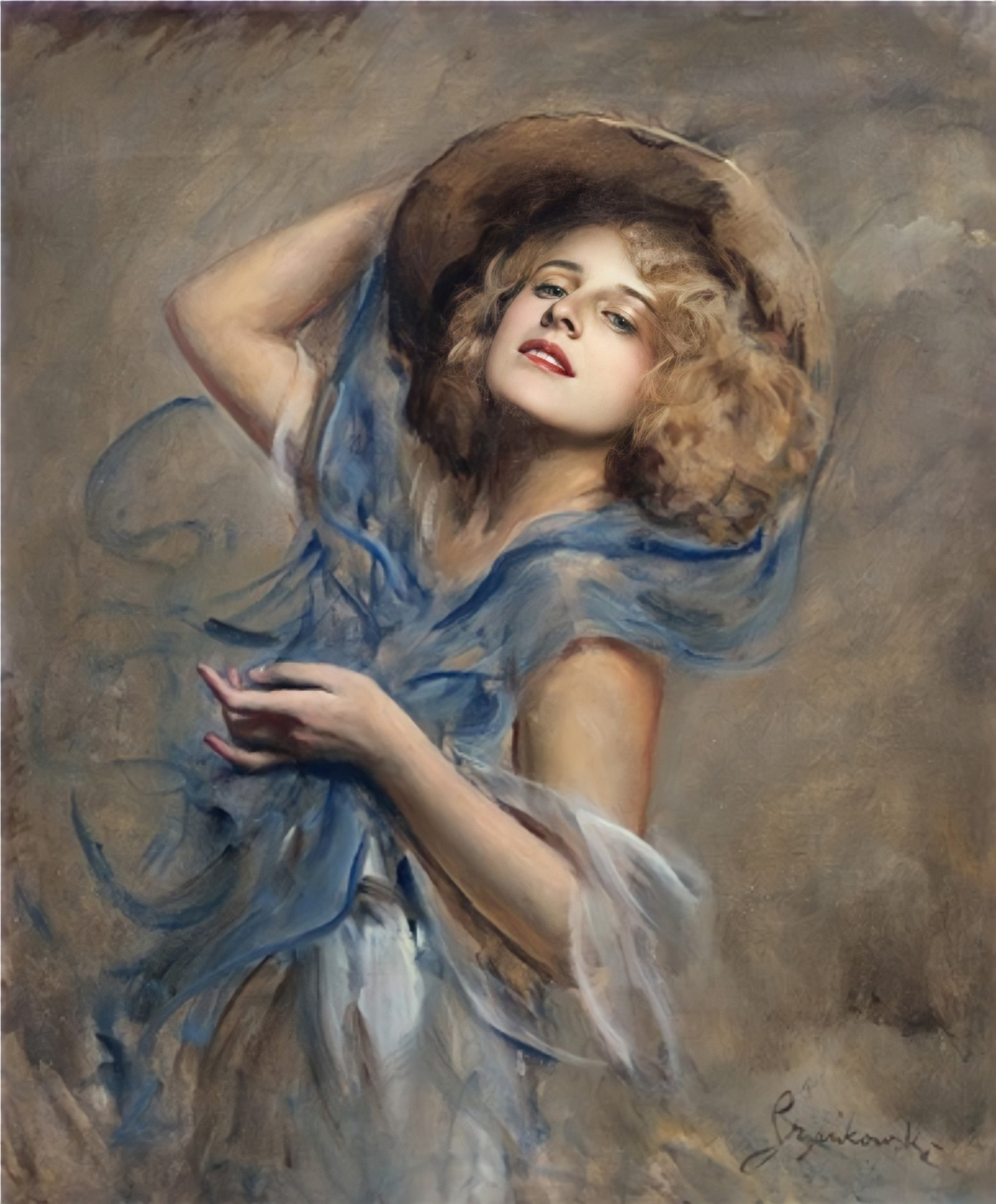
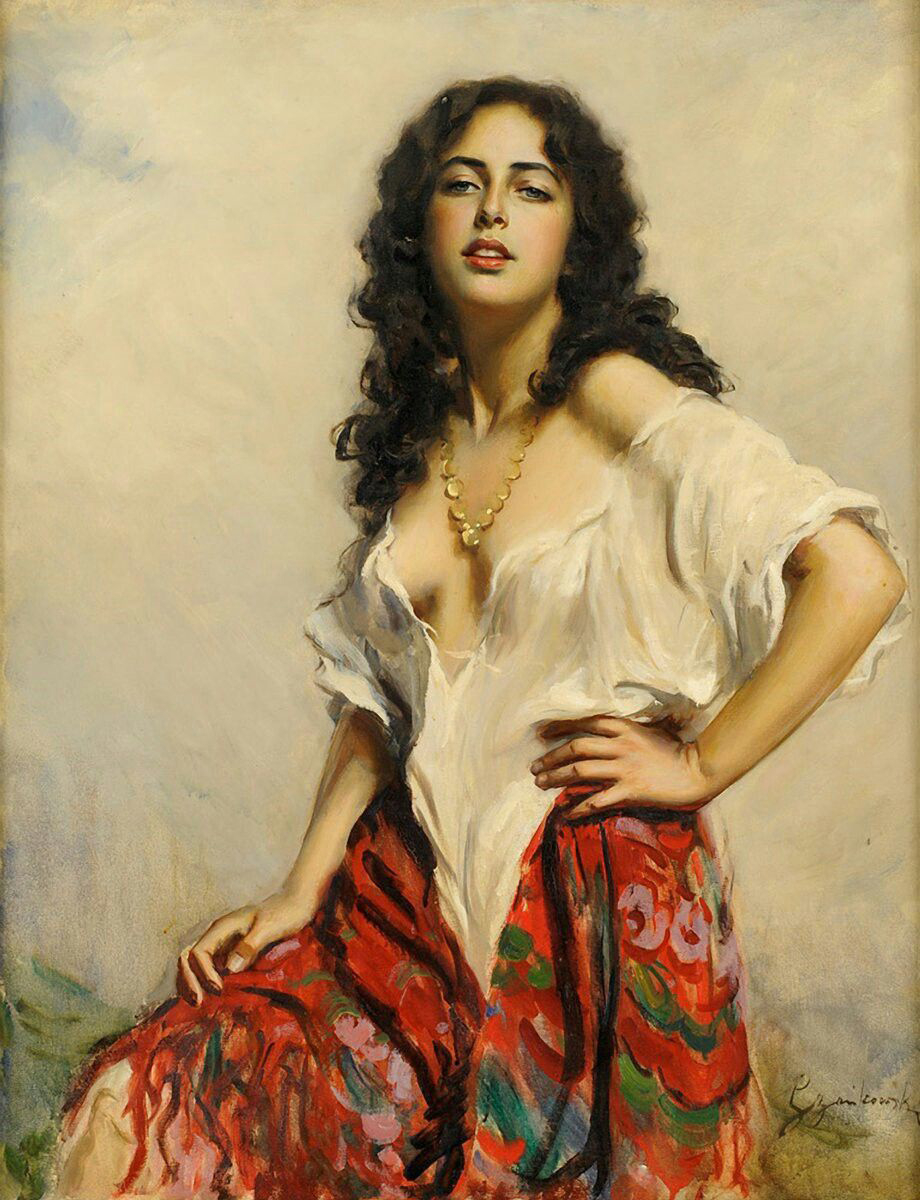
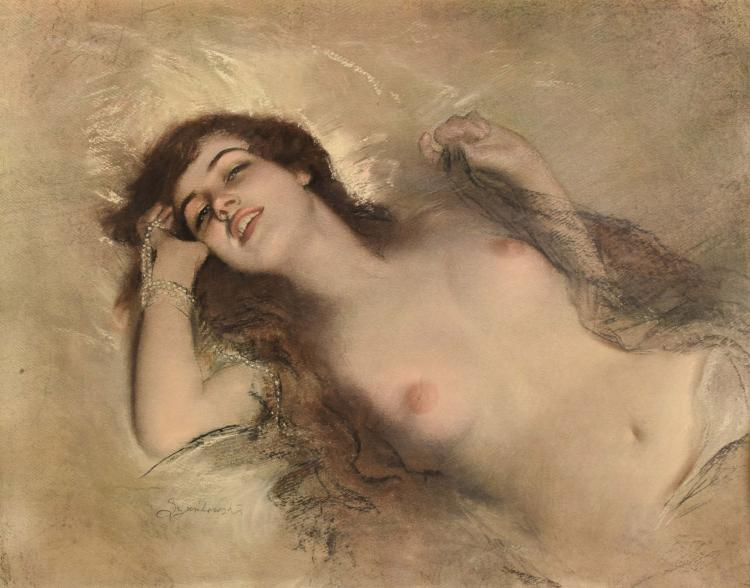
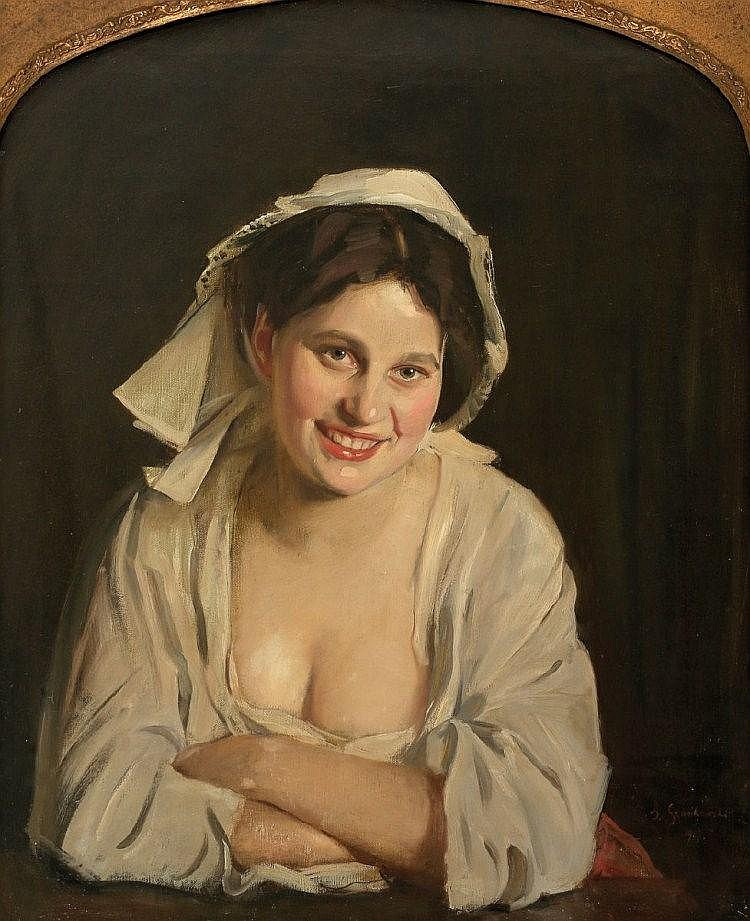